# Lipizzan

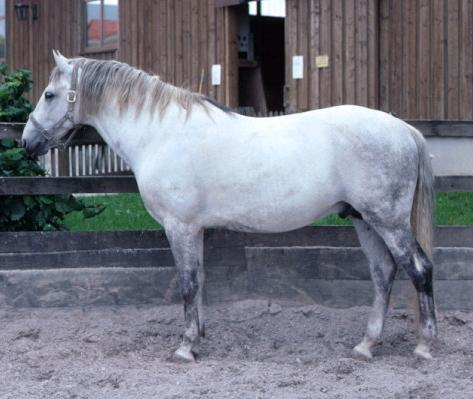
Lipizzan

O Lipizzan ou Lipizzaner (em checo: Lipicán, em croata: Lipicanac, em húngaro: Lipicai, em italiano: Lipizzano, em esloveno: Lipicanec), é uma raça de cavalo que surgiu no século XVIII no cruzamento de éguas nativas mestiças de  napolitanos e berberes com 5 garanhões Andaluzes selecionados  e importados de Andaluzia na Espanha além de cruzamentos com Garanhões Árabes; A  Escola Espanhola de Equitação de Viena, Áustria, fundada em 1729 é uma homenagem a estes garanhões Andaluzes formadores desta raça na qual demonstram a "haute école" de movimentos do adestramento clássico, incluindo o alto controle, pulos estilizados e outros movimentos. Cavalo Lipizzan  possui este nome em homenagem as terras eslovenas de Lipitza, e popularizado através da Casa dos Habsburgos, no século XVIII.
Esse cavalo exibe membros poderosos, garupa chata e cabeça forte. Sua crina, longa e sedosa, lembra a do andaluz. O potro nasce negro e, com o passar do tempo, torna-se tordilho e, finalmente branco. As linhagens consideradas puras compreendem apenas cinco famílias, cada uma descente de um reprodutor no caso Garanhões Andaluzes formadores da raça, cujo nome deve figurar no patrônimo completo de cada indivíduo. No haras de Lípica- Áustria e Haras da Eslovênia as éguas reprodutoras dão cria e os jovens garanhões são educados.
Os cavalos adultos vivem em haras austríacos e eslovenos , e os melhores são selecionados para a Escola Espanhola de Viena. A docilidade do lipizzan, aliada às suas aptidões físicas, transformaram-no na montaria exclusiva desta instituição, que preserva intactas as tradições da equitação clássica. As reprises apresentam cavalos tanto na guia quanto montados, em trabalho individual ou em grupo. Os garanhões mais dotados são reservados ao uso dos escudeiros.
Outros produtos são procurados para o adestramento, mas, sobretudo, para a atrelagem, modalidade em que sua obediência e potência são muito apreciadas. A homogeneidade de sua pelagem oferece ainda mais elegância sob os arreios.

## Referencias
- Bongianni, Maurizio (editor) (1988). Simon & Schuster's Guide to Horses and Ponies. New York, NY: Simon & Schuster, Inc. ISBN 0-671-66068-3
- Brode, Douglas (2004). From Walt to Woodstock: How Disney Created the Counterculture. [S.l.]: University of Texas Press. ISBN 0-292-70273-6
- Dolenc, Milan (translated by Zarco Harvat and Susan Ann Pechy) (1981). Lipizzaner: The Story of the Horses of Lipica. Ljubljana, Yugoslavia: Mladinska Knjiga. ISBN 0-89893-172-X
- Edwards, Elwyn Hartley (1994). The Encyclopedia of the Horse 1st American ed. New York, NY: Dorling Kindersley. ISBN 1-56458-614-6
- Helbig, Alethea and Perkins, Agnes (1986). Dictionary of American children's fiction, 1960-1984: recent books of recognized merit. Col: Volume 2, Dictionary of American children's fiction. [S.l.]: Greenwood Publishing Group. ISBN 0-313-25233-5
- Hirshson, Stanley P. (2003). General Patton: A Soldier's Life. [S.l.]: HarperCollins. ISBN 0-06-000983-7
- Jankovich, Miklos, translated by Anthony Dent (1971). They Rode Into Europe: The Fruitful Exchange in the Arts of Horsemanship between East and West. Great Britain: George G. Harrap & Co, Ltd. ISBN 0-684-13304-0
- Patton, George S. and Martin Blumenson (1996). The Patton Papers. [S.l.]: Da Capo Press. ISBN 0-306-80717-3
- Podhajsky, Alois (1967). The Complete Training of Horse and Rider In the Principles of Classic Horsemanship. Garden City, NY: Doubleday. OCLC 501758
- Swinney, Nicola Jane and Bob Langris (2006). Horse Breeds of the World. [S.l.]: Globe Pequot. ISBN 1-59228-990-8

## Ligações Externas
- Fédération Française du Lipizzan
- Lipizzaner Society of Great Britain
- Lipizzaner National Stud Book Association of Great Britain
- Lipica stud farm official website
- Lipizzan International Federation-LIF
- Spanish Riding School and Federal Stud Farm Piber
- Lipizzan Association of North America
- South African Lipizzaners
- Piber Stud
- United States Lipizzan Registry-USLR